# Glitterskölding
Glitterskölding (Pluteus semibulbosus) är en svampart som först beskrevs av Wilhelm Gottfried Lasch, och fick sitt nu gällande namn av Lucien Quélet 1875. Glitterskölding ingår i släktet Pluteus och familjen Pluteaceae.  Arten är reproducerande i Sverige. Inga underarter finns listade i Catalogue of Life.